# Мираково
Мираково — деревня в гмине Хелмжа Торуньского повета Куявско-Поморского воеводства в центральной части севера Польши возле озёр Хелмжиньское и Гродзеньское.